# Robert E. Wood
Pour les articles homonymes, voir Robert Wood et Wood.
Robert E. Wood (13 juin 1879 – 6 novembre 1969) est un militaire et chef d'entreprise américain. Après sa retraite de l'armée, au grade de brigadier général, Wood réussit à se reconvertir comme dirigeant d'entreprise, notamment chez Sears, Roebuck and Company.
Républicain, Wood a été l'un des chefs de file du mouvement de la droite américaine conservatrice des années 1920 jusqu'aux années 1960 et un homme clé comme bailleur de fonds de l'America First Commitee, alors principal groupe de pression isolationniste, avant l'entrée des États-unis dans la Seconde Guerre mondiale.